# Vojtěch Ruffer
Vojtěch Ruffer, také Paul Adalbert Ruffer Timothaeus (14. prosince 1790 Česká Skalice – 15. června 1870 Vyšehrad) byl český římskokatolický duchovní, od roku 1843 sídelní kanovník Vyšehradské kapituly a od roku 1858 až do své smrti také její probošt.

## Život
Rodák z České Skalice, Vojtěch Ruffer, žil od svých sedmnácti let v Praze a studoval zde nejprve gymnázium a později bohosloví v kněžském semináři. Během studií jej velmi podporoval vyšehradský kanovník, dr. Josef Dittrich. Po přijetí kněžského svěcení v roce 1817 pak Ruffer nastoupil na Vyšehrad, kde se staral o kapitulní archiv a zároveň ve městě Vyšehrad vyučoval náboženství.
V roce 1843 byl zvolen sídelním kanovníkem Vyšehradské kapituly a zároveň povýšen do úřadu vyšehradského faráře. Roku 1850 se pak stal děkanem kapituly a o osm let později zvolen také jejím proboštem. Podařilo se mu stabilizovat hospodaření kapituly. Rovněž započal do postupně uvolňovaných kanonikátů vyšehradských jmenovat české, vlastenecky orientované kněze a zároveň literáty. Hned v roce 1859 povolal na Vyšehrad Karla Aloise Vinařického, v roce 1860 Václava Štulce (svého pozdějšího nástupce v proboštském úřadu) a roku 1868 Josefa Ehrenbergera. Kromě svých parktických činností Ruffer zůstal badatelem, archivářem a spisovatelem. Roku 1868 na univerzitě v Lipsku obhájil svou disertační práci s titulem De philosophiae Xenophanis Colophonii parte morali, která téhož roku vyšla tiskem. 
Ruffer měl také ambice politické, v únoru roku 1870 kandidoval do sněmovny Království českého, ale s jedním hlasem se ocitl na samém konci volební kandidátky. 
Vedle těchto činností inicioval Vojtěch Ruffer stavbu nové vyšehradské školy a začal se stavbou nových kanovnických domů. Mikuláš Karlach jeho působení v úřadu probošta zhodnotil zcela pozitivně.
Vojtěch Ruffer zemřel 15. června 1870. Následujícího roku kapitula zvolila do proboštského úřadu Václav Štulc, který na Rufferovo dílo navázal a rozvinul je.